# Teimuraz Gabašvili
Teimuraz Gabašvili (rusky Теймураз Габашвили, gruzínsky თეიმურაზ გაბაშვილი, * 23. května 1985 v Tbilisi, Sovětský svaz, dnes Gruzie) je ruský profesionální tenista gruzínského původu, který na okruh ATP World Tour vstoupil v roce 2001. Ve své dosavadní kariéře vyhrál na okruhu ATP World Tour jeden turnaj ve čtyřhře, když společně s Litevcem Ričardasem Berankisem triumfoval v roce 2015 na turnaji v americkém Houstonu. Na challengerech ATP a okruhu ITF získal do listopadu 2020 patnáct titulů ve dvouhře a dvanáct ve čtyřhře.
Na žebříčku ATP byl nejvýše ve dvouhře klasifikován v únoru 2016 na 43. místě a ve čtyřhře pak v dubnu téhož roku na 101. místě. Od roku 2015 jej trénuje bývalý argentinský tenista Guillermo Cañas.
Na nejvyšší grandslamové úrovni se v mužské dvouhře nejdále probojoval do 4. kola French Open 2010 a French Open 2015. V prvním případě nestačil na Jürgena Melzera z Rakouska, ve druhém byl nad jeho síly Japonec Kei Nišikori, jemuž podlehl ve třech setech.
V ruském daviscupovém týmu debutoval jako 23letý v roce 2009 prvním kolem světové skupiny proti Rumunsku, když nastoupil už za rozhodnutého stavu do posledního singlového zápasu série v němž ve dvou setech porazil Victora Crivoie. Rusko v sérii zvítězilo poměrem 4:1 na zápasy. Do roku 2015 v soutěži nastoupil k pěti mezistátním utkáním s bilancí 2–3 ve dvouhře a 0–2 ve čtyřhře.
Po pozitivním testu na zakázané sulfonamidové diuretikum furosemid dostal Gabašvili 18. listopadu 2021 dvacetiměsíční zákaz sportovní činnosti.

## Osobní život
Narodil se v Tbilisi, v dnešním hlavním městě Gruzie, otci Besikovi a matce Anně. Má mladšího bratra Levana a mladší sestru Jekatěrinu. K tenisu ho v šesti letech na základní škole přivedla matka Anna, která byla povoláním doktorka, a která ho trénovala až do jeho deseti let. S rodinou se v devíti letech přestěhoval do Moskvy, protože tam měl lepší podmínky proto, aby se stal profesionálním tenistou. Když vyrůstal, byl jeho idolem americký basketbalista Michael Jordan. Nemá žádný oblíbený povrch (baví ho hrát na všech druzích) a domnívá se, že jeho nejsilnějším úderem je return. Jeho ženou je bývalá moldavská tenistka Maria Melihovová, se kterou má dceru Nicole (narozená 6. září 2012).

## Finálové účasti na turnajích ATP World Tour
| Legenda (před/od 2009)                                     |
| D – dvouhra; Č – čtyřhra                                   |
| Grand Slam (0–0)                                           |
| Tennis Masters Cup / ATP World Tour Finals (0–0)           |
| ATP Masters Series / ATP World Tour Masters 1000 (0–0)     |
| ATP International Series Gold / ATP World Tour 500 (0–1 Č) |
| ATP International Series / ATP World Tour 250 (1–0 Č)      |

| Tituly dle povrchu |
| ------------------ |
| Tvrdý (0–1 Č)      |
| Antuka (1–0 Č)     |
| Tráva (0–0)        |
| Koberec (0–0)      |

### Čtyřhra: 2 (1–1)
| Stav      | Č. | Datum             | Turnaj                      | Povrch | Partner           | Soupeři ve finále                    | Výsledek         |
| --------- | -- | ----------------- | --------------------------- | ------ | ----------------- | ------------------------------------ | ---------------- |
| Finalista | 1. | 23. července 2007 | Indianapolis, Spojené státy | tvrdý  | Ivo Karlović      | Juan Martín del Potro Travis Parrott | 6–3, 2–6, [6–10] |
| Vítěz     | 1. | 12. dubna 2015    | Houston, Spojené státy      | antuka | Ričardas Berankis | Treat Conrad Huey Scott Lipsky       | 6–4, 6–4         |

## Postavení na žebříčku ATP na konci sezóny

### Dvouhra
| Rok    | 2001 | 2002   | 2003   | 2004   | 2005   | 2006   | 2007   | 2008  | 2009   | 2010  | 2011   | 2012   | 2013  | 2014  | 2015  | 2016   | 2017   | 2018   | 2019   |
| Pořadí | 951. | ▲ 881. | ▲ 288. | ▲ 254. | ▲ 141. | ▲ 102. | ▼ 120. | ▲ 65. | ▼ 106. | ▲ 80. | ▼ 138. | ▼ 182. | ▲ 80. | ▲ 67. | ▲ 50. | ▼ 138. | ▼ 237. | ▼ 368. | ▲ 271. |

### Čtyřhra
| Rok    | 2002 | 2003   | 2004   | 2005   | 2006   | 2007   | 2008   | 2009   | 2010   | 2011   | 2012   | 2013   | 2014   | 2015   | 2016   | 2017   | 2018   | 2019   |
| Pořadí | 596. | ▲ 413. | ▲ 233. | ▼ 445. | ▲ 231. | ▲ 174. | ▼ 284. | ▲ 186. | ▼ 238. | ▲ 131. | ▼ 310. | ▲ 191. | ▲ 164. | ▲ 130. | ▼ 326. | ▲ 281. | ▼ 448. | ▲ 149. |